# Sarcolobus borneensis
Sarcolobus borneensis är en oleanderväxtart som först beskrevs av Cornelis Gijsbert Gerrit Jan van Steenis, och fick sitt nu gällande namn av P.I. Forster. Sarcolobus borneensis ingår i släktet Sarcolobus och familjen oleanderväxter. Inga underarter finns listade i Catalogue of Life.